# Stereospermum longiflorum
Stereospermum longiflorum là một loài thực vật có hoa trong họ Chùm ớt. Loài này được Capuron miêu tả khoa học đầu tiên năm 1960.